# Stygocyclops teras
Stygocyclops teras – gatunek widłonoga z rodziny Cyclopidae; jedyny przedstawiciel rodzaju Stygocyclops. Jako pierwszy gatunek ten opisał w 1907 roku szwajcarski zoolog Eduard Graeter (1881–1957), nadając mu nazwę Cyclops teras.